# (35235) 1995 OZ14
1995 OZ14 (asteroide 35235) é um asteroide da cintura principal. Possui uma excentricidade de 0.18599270 e uma inclinação de 7.65949º.
Este asteroide foi descoberto no dia 25 de julho de 1995 por Spacewatch em Kitt Peak.